# اتو نویرات
اتو نویرات (انگلیسی: Otto Neurath; ۱۰ دسامبر ۱۸۸۲ – ۲۲ دسامبر ۱۹۴۵) یک اقتصاددان، و فیلسوف اهل اتریش بود.